# 马特·特罗亚诺维奇
马特·特罗亚诺维奇（1930年5月20日—2015年3月27日），克罗地亚男子赛艇运动员。他曾代表南斯拉夫参加1952年夏季奥林匹克运动会赛艇比赛，获得男子四人单桨无舵手金牌。